# Парламентские выборы в Республике Абхазия (2012)
Парламентские выборы в Республике Абхазия (2012) — выборы в Парламент Республики Абхазия, состоявшиеся 10 марта 2012 года. Кандидаты в депутаты представляли как различные инициативные группы, так и официально зарегистрированные партии: Единая Абхазия, Форум Народного единства Абхазии и Коммунистическая партия Абхазии.
В день голосования, 10 марта, в Сухуме работал Пресс-центр ЦИК РА «Парламентские выборы 2012».
24 марта 2012 года в 22 избирательных округах прошёл второй тур голосования.

## Кандидаты
На 35 мест в Парламенте претендовали 148 кандидатов в депутаты, зарегистрированных Центризбиркомом. 29 февраля (за 10 дней до дня голосования) списки кандидатов были вывешены на участках.
115 кандидатов в депутаты выдвинуты инициативными группами избирателей, 35 — республиканскими политическими партиями (по 11 кандидатов выдвинули «Единая Абхазия» и «Форум народного единства Абхазии», 7 — Компартия, 6 — Партия экономического развития Абхазии).
Среди 150 кандидатов в депутаты парламента 16 женщин.
В высший законодательный орган республики баллотируются: 125 — абхазов, 11 — армян, восемь русских, два грека, двое грузин, один осетин и один кабардинец (адыг).
• На одно место в Сухумском избирательном округе № 3 претендуют 10 кандидатов.
• 9 кандидатов — в Гагрском городском округе № 11.
• По 7 кандидатов — в Сухумских городских округах № 1, № 2 и № 4.
• По 6 кандидатов — в Сухумских городских округах № 5 и № 7.
• По 5 кандидатов — в округ № 6, № 13, № 27, №.32
• По 4 кандидата — в 10 округах (№ 8, 10, 16, 20, 21, 22, 23, 26, 28, 31).
• По 3 кандидата — в 10 округах (№ 12, 15, 17, 18, 24, 25, 29, 30, 33, 34).
• По 2 кандидата — в округах № 9, 14, 19, 35.
Самый старший по возрасту кандидат в депутаты родился 1 июня 1938 года, самый молодой — 8 июля 1986 года.
Всем кандидатам была предоставлена возможность выступить в прямом эфире абхазского телевидения «Абаза ТВ».

## Результаты выборов
6 мая состоятся повторные выборы по Сухумскому избирательному округу № 1.
Решение по спорному избирательному округу № 21 должен принять суд, заседание которого состоялось 27 марта.